# Lennard Kämna
Lennard Kämna (Wedel, Schleswig-Holstein, 9 de setembre de 1996) és un ciclista alemany. Actualment corre a l'equip Bora-Hansgrohe.
Especialitzat en la contrarellotge, el 2014 es proclamà campió del món de contrarellotge júnior, i l'any següent guanyà la medalla de bronze als campionat del món sub-23 de l'especialitat per darrere del danès Mads Würtz Schmidt i el seu compatriota Maximilian Schachmann. El 2020 guanyà una etapa al Tour de França.

## Palmarès en ruta
- 2014
  -  Campió del món júnior en contrarellotge
  -  Campió d'Europa júnior en Contrarellotge
  -  Campió d'Alemanya de contrarellotge júnior
  - 1r al Gran Premi Rüebliland i vencedor d'una etapa
  - Vencedor d'una etapa al Tour d'Ístria
  - Vencedor d'una etapa al Trofeo Karlsberg
- 2015
  -  Campió d'Alemanya en contrarellotge sub-23
  - Vencedor d'una etapa al Giro de la Vall d'Aosta
- 2016
  -  Campió d'Europa sub-23 en Contrarellotge
- 2017
  -  Campió del món en contrarellotge per equips
- 2020
  - Vencedor d'una etapa al Critèrium del Dauphiné
  - Vencedor d'una etapa al Tour de França
- 2021
  - Vencedor d'una etapa a la Volta a Catalunya
- 2022
  -  Campió d'Alemanya en contrarellotge
  - Vencedor d'una etapa a la Volta a Andalusia
  - Vencedor d'una etapa del Tour dels Alps
  - Vencedor d'una etapa al Giro d'Itàlia
- 2023
  - Vencedor d'una etapa al Tour dels Alps
  - Vencedor de la 9a etapa de la Volta a Espanya

### Resultats a la Volta a Espanya
- 2017. No surt (17a etapa)
- 2023. 30è de la classificació general. Vencedor d'una etapa

### Resultats al Tour de França
- 2019. 40è de la classificació general
- 2020. 33è de la classificació general. Vencedor d'una etapa
- 2022. No surt (16a etapa)

### Resultats al Giro d'Itàlia
- 2022. 19è de la classificació general. Vencedor d'una etapa
- 2023. 9è de la classificació general